# Frontiera sul Monte Bianco

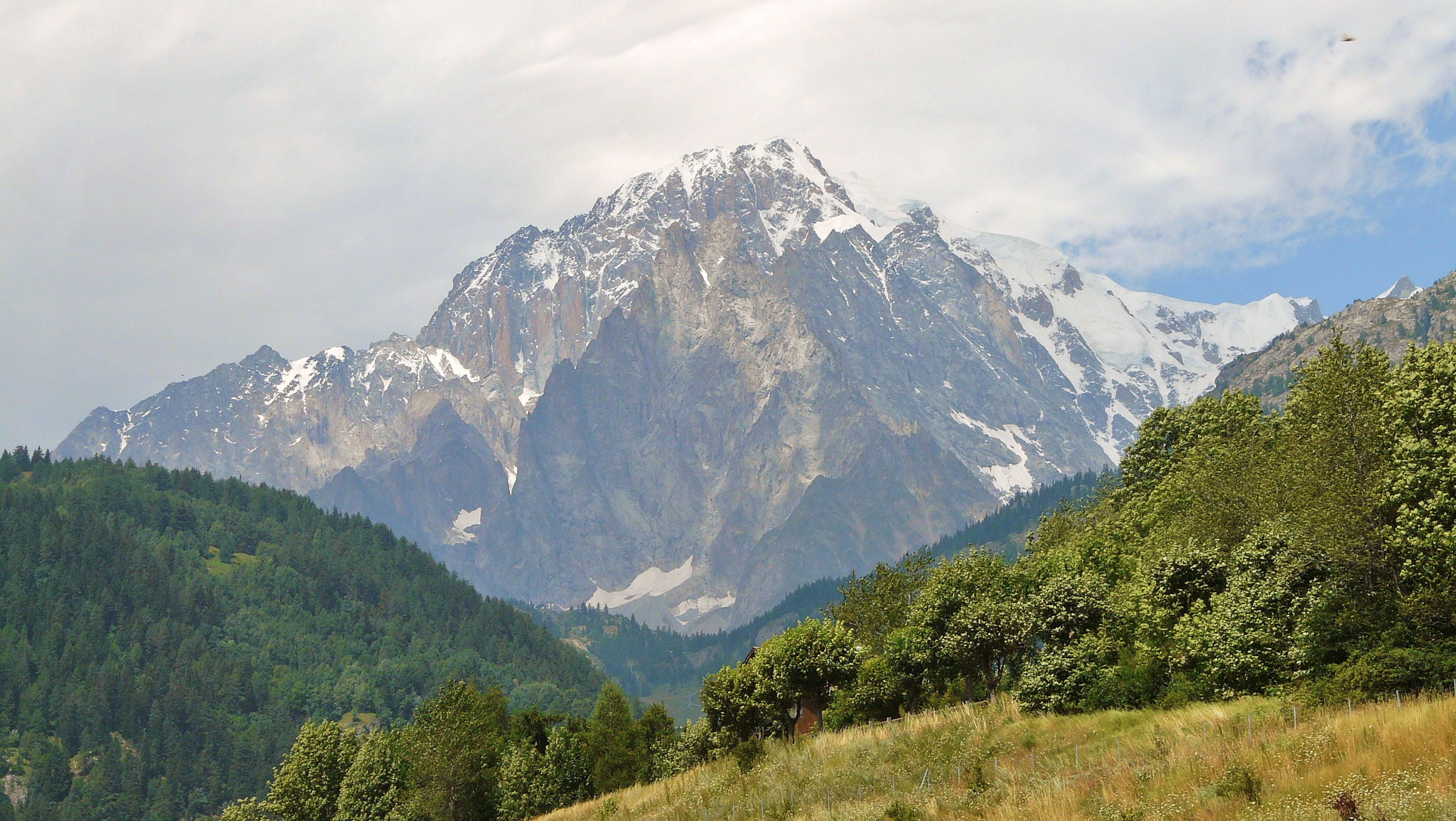
Il Monte Bianco visto dal versante italiano

La vetta del Monte Bianco, a 4 807 metri di quota, è il punto più alto dell'Europa occidentale ed è nota sui libri di testo degli studenti di Francia e Italia come la maggiore altitudine dei loro rispettivi paesi.
La questione della frontiera sul Monte Bianco, infatti, è oggetto di annosa disputa: un settore di circa mezzo chilometro quadrato, pari all'estensione della Città del Vaticano, è al centro di controversie cartografiche e istituzionali tra le due nazioni.
L'importanza della sovranità nella parte culminante della montagna e nei suoi dintorni, benché in sé piccola, è rilevante perché comprendendo la vetta definisce se essa ricade in territorio completamente francese oppure a metà tra Francia e Italia. Una precisa delimitazione dei confini serve inoltre ad individuare eventuali responsabilità penali e civili in caso di incuria da parte degli amministratori locali di entrambi i Paesi.

## Storia

### Regno di Sardegna e Casa Savoia: quando non esisteva frontiera

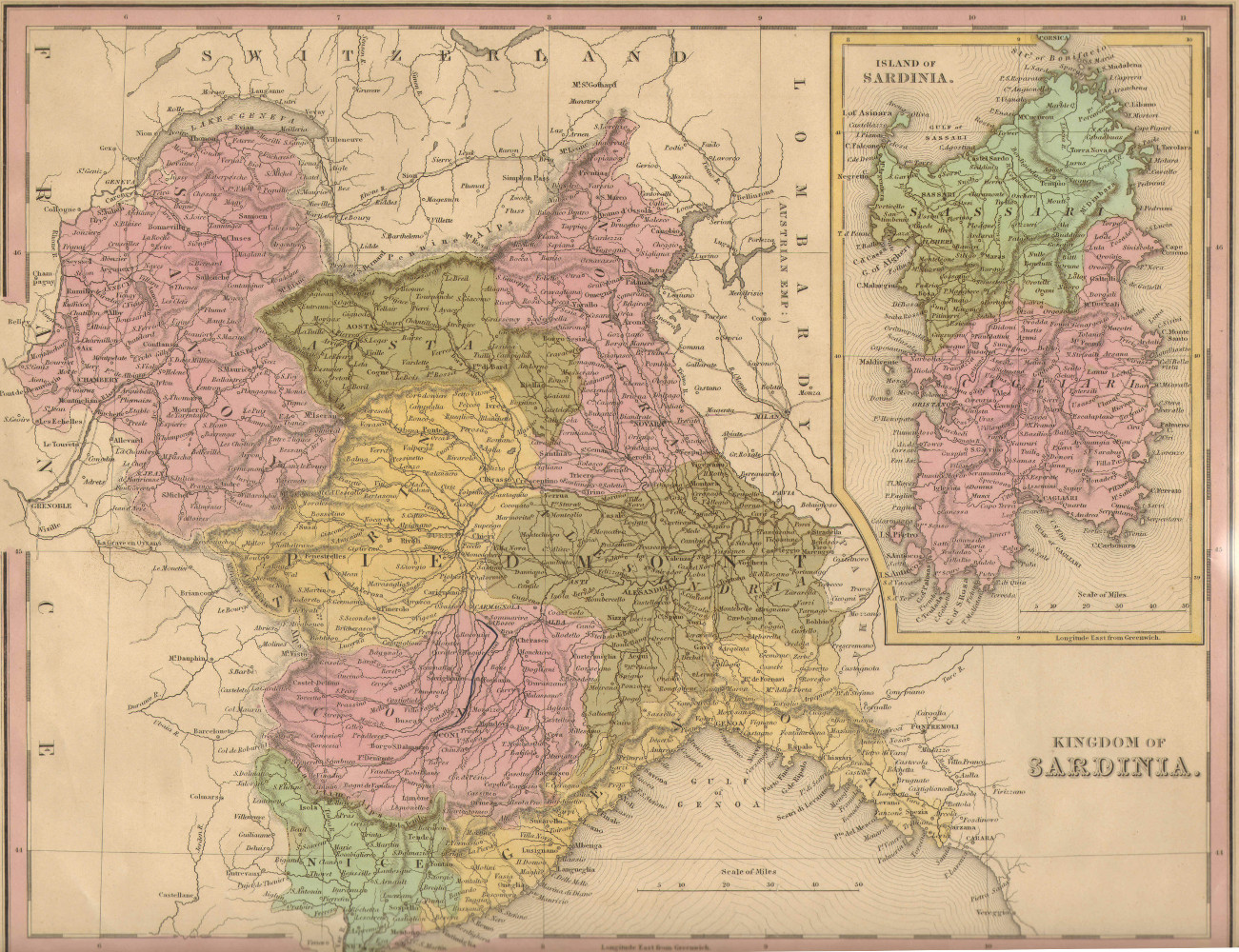
Confini territoriali del Regno di Sardegna nel 1839.

I territori a sud del lago di Ginevra, fino al Piemonte ed alla Liguria, lungo la catena delle Alpi occidentali fino al mar Ligure e poi alla Sardegna, erano occupati dagli Stati sabaudi. Già nel 1560 la loro capitale da Chambéry venne trasferita a Torino e dal 1720, dopo il trattato di Utrecht e poi con quello di Londra, si riunirono sotto la corona del regno di Sardegna.
A quell'epoca nessuna frontiera internazionale attraversava il massiccio del Monte Bianco che ricadeva completamente nel Regno di Sardegna.

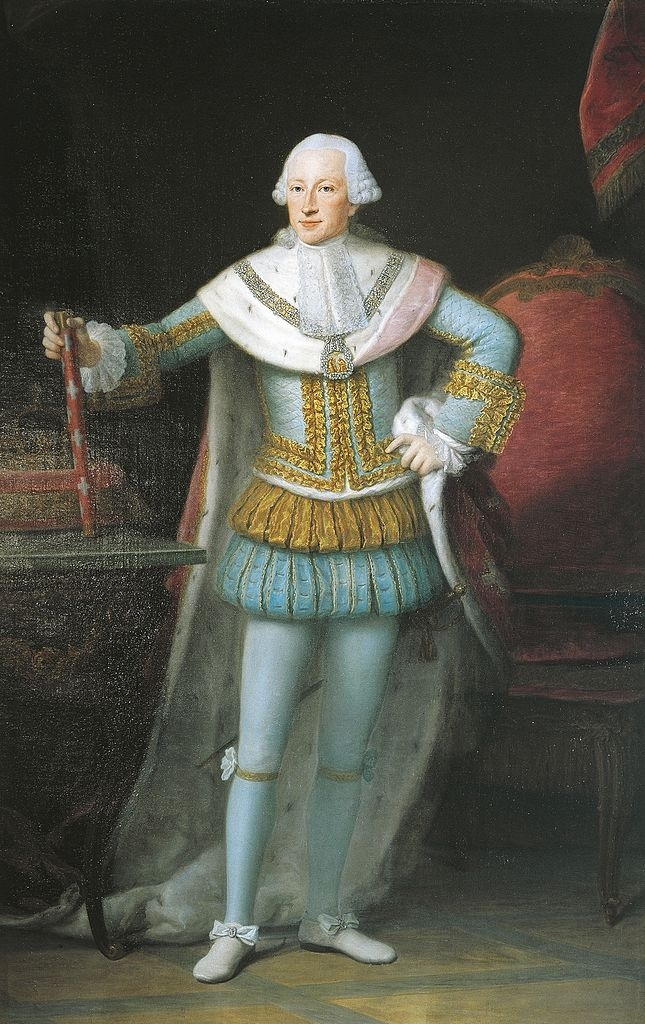
Il 28 aprile 1796 con l'armistizio di Cherasco a Vittorio Amedeo III di Savoia i francesi imposero dure condizioni.

### Rivoluzione francese e Napoleone: la Savoia è annessa alla Francia
Nell'aprile 1796 durante la prima Campagna d'Italia, Napoleone Bonaparte sconfisse l'esercito del re di Sardegna nella battaglia di Millesimo e nella battaglia di Mondovì; il 23 aprile entrò in Cherasco a seguito della resa del generale Colli che chiese l'armistizio. Con l'armistizio di Cherasco a Vittorio Amedeo III di Savoia i francesi imposero dure condizioni che implicavano sia la cessione delle fortezze di Cuneo, Ceva, Alessandria e Tortona, sia la cessione alla Francia della Savoia, di Nizza, Breglio e Tenda. I termini dell'armistizio furono confermati nel Trattato di Parigi del 15 maggio 1796.
Il confine tra il regno di Sardegna e la Francia venne tracciato allora seguendo il concetto delle creste militari: le cime più alte furono assegnate ai francesi vincenti, quelle più basse al re di Sardegna.

Per la prima volta una frontiera internazionale attraversava dunque il massiccio del Monte Bianco. Secondo l'articolo 4 di quel trattato, la frontiera 
(Trattato di Parigi del 15 maggio 1796, articolo 4)
A questo atto seguì un verbale di delimitazione datato secondo il calendario rivoluzionario al 2 termidoro, anno IV (2 luglio 1797). In quel periodo una delle sue interpretazioni era quella secondo la quale la frontiera sulla cima fosse visibile dai comuni di Chamonix e di Courmayeur. La cima del Monte Bianco però (così come anche il Monte Bianco di Courmayeur) essendo coperta dal Monte Chétif, non era e non è visibile dal paese di Courmayeur, (al contrario di Chamonix), ma è comunque visibile da La Palud (dove parte la funivia per il monte Bianco) e da Planpincieux, entrambe frazioni di Courmayeur. Come anche da tutta la Val Ferret, territorio dello stesso comune.
Secondo quanto riportato in una lettera del Ministero degli esteri francese rintracciata e pubblicata dallo studioso Pino Crespi, in una carta del periodo la linea di demarcazione tra la Francia e il Regno di Sardegna, venendo da ovest (Aiguille de Bionnassay) raggiungeva la vetta del Bianco (visibile da Chamonix), scendeva verso il Monte Bianco di Courmayeur (visibile da Courmayeur), per poi andare a nord verso il Monte Maudit attraversando il colle della Brenva. Si veniva così a formare nell'area tra la cima e l'anticima, ossia il Monte Bianco di Courmayeur un cuneo, il cosiddetto cuneo della Brenva (questa interpretazione è in parte utilizzata dai francesi).
Questo primo episodio terminò con l'esilio di Napoleone nell'isola d'Elba e il Trattato di Parigi del 30 maggio 1814 restituisce la Savoia al regno di Sardegna; il resto seguirà nel 1815.

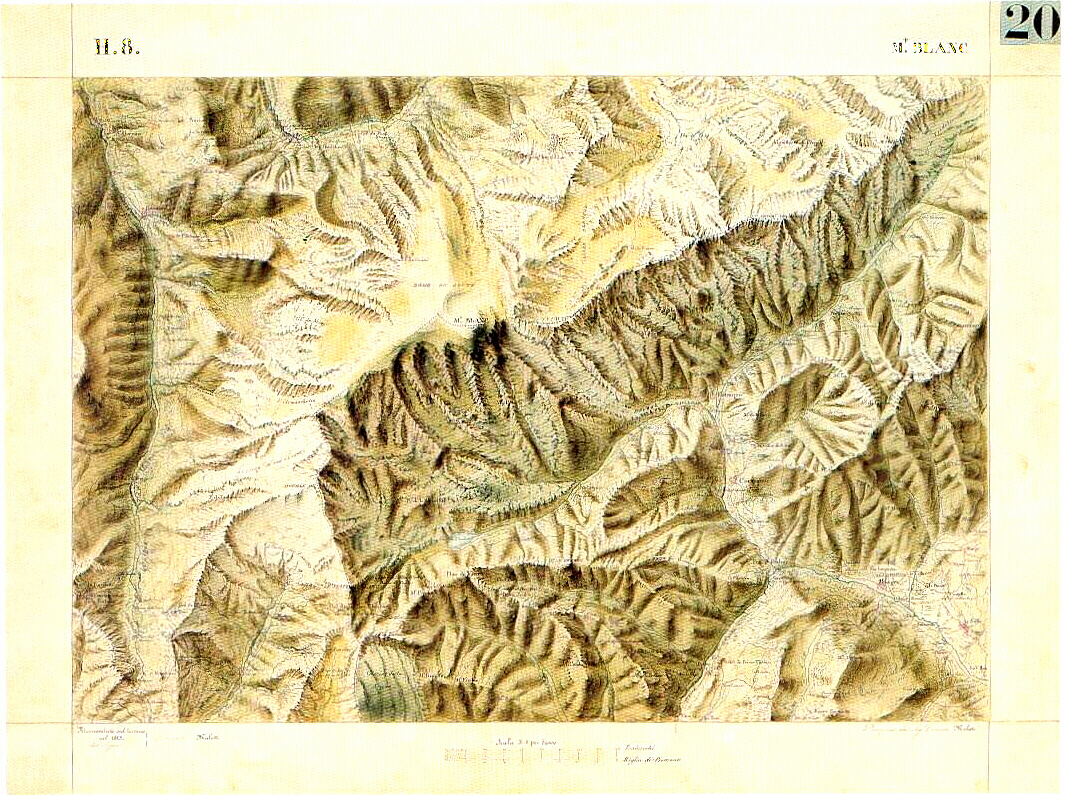
Carta topografica 1/50.000 dello Stato Maggiore Sardo edita nel 1823. Una frontiera amministrativa separa il Ducato d'Aosta dal ducato di Savoia. E il tracciato passa chiaramente sulla cima del monte Bianco attraversando la calotta glaciale sommitale. Questa carta costituisce l'Allegato N.1 al Protocollo di Nizza e l'Allegato N.3 della Convenzione di Torino.

### Congresso di Vienna - Il Monte Bianco ritorna sotto la sovranità sarda
Terminata la parentesi napoleonica, dopo il Congresso di Vienna, tutti i territori annessi dalla Francia ritornarono ai rispettivi sovrani. La convenzione di delimitazione imposta da Napoleone perse ogni sua efficacia e il massiccio del Monte Bianco non era più frontaliero. Una frontiera interna però separava il ducato d'Aosta dal ducato di Savoia. Questa separazione amministrativa sarà rappresentata più volte nei documenti militari sardi.
Nel 1823, lo Stato Maggiore sardo incaricò il tenente Felice Muletti di redigere una carta topografica sul massiccio del Monte Bianco; su questa carta il limite amministrativo tra i due ducati fu tracciato senza ambiguità sulla cima.
Nel 1854, il tenente colonnello Vittorio Federici, ufficiale di Stato Maggiore e commissario del Re, (firmerà il 25 novembre 1860 il protocollo di Nizza), farà figurare lo stesso tracciato sull'Atlante Ufficiale Sardo.
La definizione del limite amministrativo tra i due ducati, fatta durante il regno sardo, è di grande importanza nell'ambito della futura definizione dei confini alpini tra lo Stato italiano e quello francese perché proprio una di quelle carte sarà allegata al trattato di cessione della Savoia e di Nizza (allegato 3).

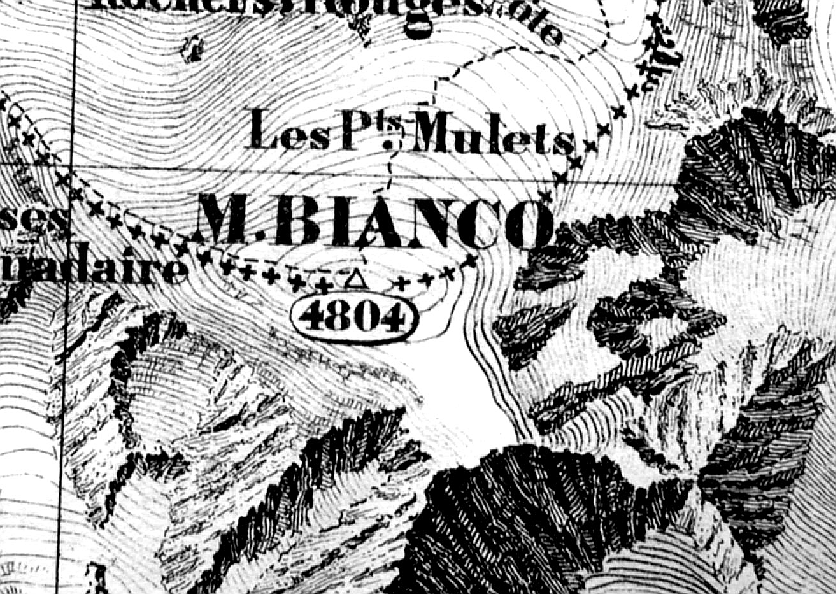
Carta topografica del Monte Bianco, dall'Atlante Sardo, 1869.

### Il Trattato di Torino e le sue applicazioni
Fortemente deciso ad unificare l'Italia del nord, Vittorio Emanuele II di Savoia riceve l'aiuto militare e diplomatico dalla Francia e, quando si prospetta anche l'annessione dell'Italia centrale, esige in cambio un prezzo: i territori sardi di Nizza e Savoia sono ceduti alla Francia il 24 marzo 1860 con il trattato di Torino.
Diversi atti diplomatici completeranno questo Trattato. Un «protocole réglant les bases de la délimitation entre la Sardaigne et la France», firmato il 27 giugno a Parigi organizza i lavori che porteranno alla firma - a Nizza - il 25 novembre, di un «protocole dressé pour fixer la délimitation entre la France et la Sardaigne». Quattro mesi dopo, a Torino, il 7 marzo 1861, una « Convention de délimitation des frontières » riprende il testo del protocollo del 25 novembre - (completandolo con diverse disposizioni doganali). Infine un verbale di delimitazione chiude - il 26 settembre 1862 - la successione di atti bilaterali.
I due protocolli del 1860 e la Convenzione del 1861, riprendono la stessa formula: «Du côté de la Savoie, la nouvelle frontière suivra la limite actuelle entre le Duché de Savoie et le Piémont»; il primo protocollo autorizza inoltre i commissari incaricati ai sopralluoghi sulla nuova frontiera, ad effettuare rettifiche sul tracciato, rettifiche che saranno dettagliate nel protocollo successivo e poi riprese nella Convenzione di delimitazione finale (ma non concernenti il settore inospitale sulla vetta del Monte Bianco). I commissari convenivano inoltre: «qu'ils admettront comme documents topographiques pour la crête des Alpes la carte au 1/50.000 de l'État-Major sarde». Infine sono annessi al protocollo di Nizza (come Allegato n.1) e successivamente alla Convenzione di delimitazione di Torino e al verbale di delimitazione (come Allegato n.3), la «carte au 1/50.000 de la frontière de la Savoie depuis le mont Grapillon, du côté suisse, jusqu'au mont Tabor où la limite de la Savoie rejoint la frontière de la France». Su questa carta topografica, anche se la linea spartiacque è un po' imprecisa, la frontiera è tracciata sulle cime più elevate del Massiccio e passa chiaramente sulla calotta sommitale del Monte Bianco.
Questo trattato e le sue applicazioni sui confini è l'unico esistente tra i due Stati ed è in vigore sia in Italia che in Francia.

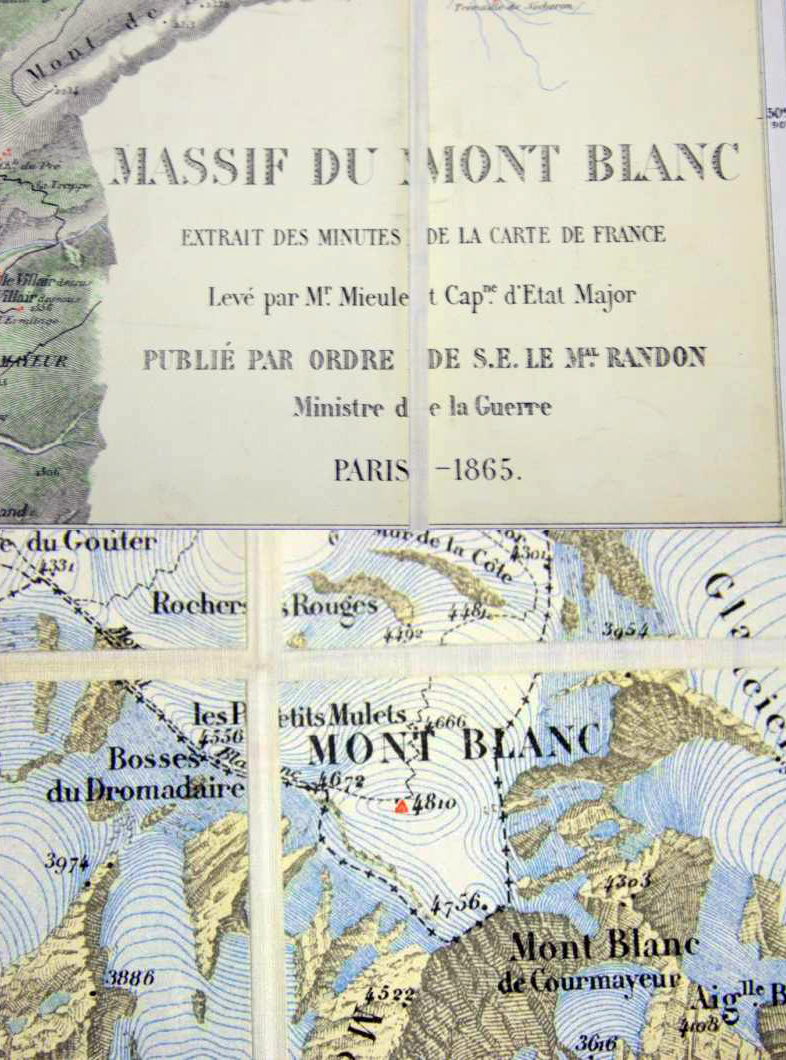
Carta topografica del Capitano Jean-Joseph Mieulet – 1865

### Carta topografica del capitano Jean-Joseph Mieulet
Nel 1865, un cartografo dell'Esercito, il capitano Jean-Joseph Mieulet, è incaricato dello Stato Maggiore francese di redigere una carta topografica sul massiccio del Monte Bianco. Su questa carta, per la prima volta appare un tracciato alternativo a quello dell'Allegato n.3: la frontiera gira intorno alla vetta del Monte Bianco e la cima appare completamente in territorio francese.
Quel tracciato, benché in contraddizione con la Convenzione di delimitazione del 1861, sarà riprodotto sulle edizioni successive e sarà ripreso più in là anche dall'Institut Géographique National, quando questo organismo civile prese il posto di quello militare.
Nello stesso periodo, le carte topografiche prodotte nel Regno d'Italia (dal 1861 non più Regno di Sardegna), così come anche l'Atlante Sardo del 1869 (con l'edizione dei rilievi effettuati anteriormente al Trattato di Torino), continuarono a rappresentare la frontiera lungo la linea spartiacque.

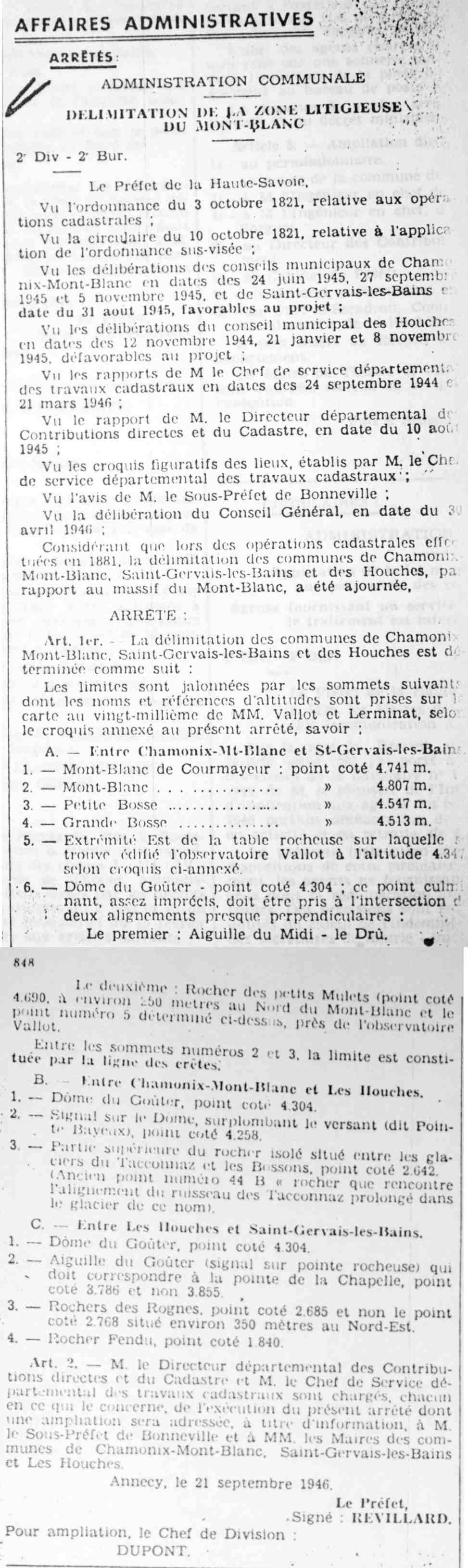
Il decreto prefettizio del 1946

### Sospensione della Convenzione
Nel corso della seconda guerra mondiale Il 10 giugno 1940 dalle pendici del Monte Bianco partì l'attacco italiano contro la Francia incontrando oltrefrontiera una forte resistenza nelle fortificazioni di Séloges in val de Glaciers. Le ostilità sul fronte occidentale durarono fortunatamente poco tempo e 14 giorni dopo, con l'armistizio del 24 giugno 1940, le operazioni si fermarono.
A causa della guerra, nel periodo che va dal 1940 al 1948 la Convenzione di delimitazione del 1861 fu dunque sospesa. Nel 1943 l'Italia firmò l'Armistizio con gli Alleati.
Durante il periodo di sospensione della Convenzione un altro conflitto territoriale questa volta interno alla Francia e ancor più intricato del precedente, si aggiunge alla contesa sulla frontiera internazionale. Questa volta sono tre comuni francesi di Saint-Gervais-les-Bains, Les Houches e Chamonix a contendersi i ghiacciai sul massiccio del Monte Bianco. Questa loro contesa non era per niente nuova: già nel 1881 fu necessario aggiornare i confini in seno al massiccio tra i tre comuni, ma questa volta si erano decisi a porre fine alle vecchie diatribe. Dopo una consultazione con i consigli municipali interessati e con il Consiglio Generale dell'Alta Savoia, il prefetto dell'Alta Savoia, il 21 settembre 1946, con un decreto mette fine alle contese e divide il settore del dôme du Goûter e del Monte Bianco tra i tre comuni. Questo decreto fa sua l'interpretazione del tracciato frontaliero che appare sulle carte dello Stato Maggiore francese, dividendo la porzione di frontiera annessa unilateralmente dal capitano Mieulet, tra i comuni di Chamonix e di Saint-Gervais-les-Bains. Una carta topografica annessa al decreto prova senza ambiguità che per il prefetto dell'Alta Savoia la cima del Monte Bianco non è più frontaliera.
Il prefetto firmò dunque quel decreto durante il periodo di sospensione della Convenzione. Secondo un articolo apparso su una rivista di montagna, il redattore, interessandosi alla diatriba esistente, ha ritrovato una lettera datata il 5 giugno 1946 e proveniente dal Ministero degli Affari Esteri francese che tratta del confine sul Bianco. La sua esistenza prova che il decreto prefettizio fu preparato attraverso dei lavori effettuati a livello ministeriale – (la lettera si riferisce a una nota dell'Institut Geographique Nationale e a una lettera del Ministero dei Lavori Pubblici) – questa lettera dimostra anche che la posizione finale presa dal prefetto dell'Alta Savoia, non era per niente unanime in seno all'Amministrazione francese:
(Lettera del 5 giugno 1946 del Ministero degli Affari Esteri francese)
A questo punto apparve anche una terza tesi (senso diplomatico del compromesso?), la quale incorporava all'Italia la parte occidentale del triangolo conteso e alla Francia la parte orientale, rendendo frontaliero sia il Monte Bianco che il Monte Bianco di Courmayeur.

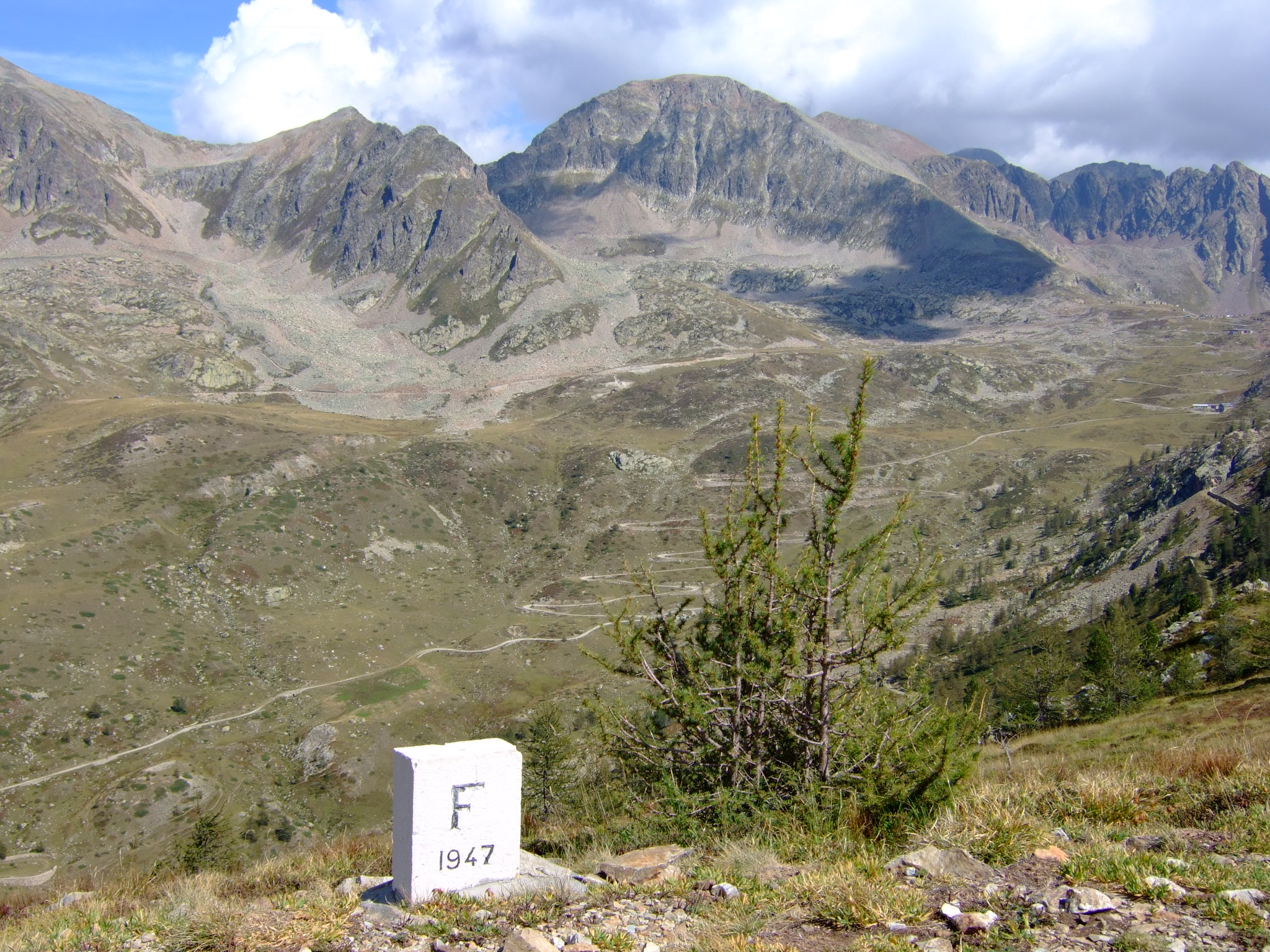
Cippo delimitante la nuova frontiera del 1947 nei pressi del colle della Lombarda.

### Trattato di pace di Parigi
Come già accennato, la Convenzione di delimitazione del 1861 fu sospesa durante tutta la durata della Seconda guerra mondiale: dal 10 giugno 1940 al 1º marzo 1948.
Il 10 febbraio 1947, con il Trattato di Parigi, le autorità francesi decisero di mettere fine alla sospensione.
Secondo l'articolo 44 del Trattato di pace, tutti gli accordi bilaterali conclusi con l'Italia prima della guerra, e che la Francia desiderava mantenere e rimettere in vigore, dovevano essere notificati alle autorità italiane per poi essere registrati presso le Nazioni Unite (ONU), sotto pena di essere abrogati. La Convenzione di delimitazione, dopo diversi cambiamenti, fu allora rimessa in vigore.
Sul vecchio tracciato stabilito nel 1861, le autorità francesi vollero quattro rettificazioni. Nell'articolo 2, riguardante le clausole territoriali con la Francia, si legge che:
(Articolo 2 del Trattato di pace)
Si ritorna dunque alle frontiere del 1938, salvo quattro specifiche rettificazioni; una, la più importante, riguardava la Valle del Roia, Briga Marittima e Tenda, e comportò il trasferimento di popolazioni, e tre minori: una sul versante italiano del Colle del Monginevro, un'altra sul Colle del Moncenisio, e poi sul Piccolo San Bernardo. Sulla vetta del Monte Bianco la frontiera restò intatta: le autorità francesi non chiesero (o non ottennero) nessuna rettificazione.

## Contenzioso

### Le autorità si occupano della frontiera sulla vetta
Nonostante l'anomalia cartografica portata avanti negli anni dall'Istituto geografico nazionale francese, secondo Enzio Campanella (commissario addetto alla definizione dei confini italo-francesi nel periodo dal 1961 al 1965), durante i lavori per l'individuazione del punto di demarcazione della frontiera all'interno del traforo in costruzione sotto il Monte Bianco, i cartografi di entrambi gli Stati lavorarono insieme senza problemi: fu delimitata la frontiera sul Colle del Gigante prendendo come riferimento lo spartiacque, secondo gli accordi sanciti nel Trattato di Torino. In quel periodo i due Stati non considerarono le anomalie cartografiche dell'IGN e il punto di frontiera all'interno del tunnel segue in verticale quella sullo spartiacque.
Riunitisi a Nizza il 20 aprile 1988, i membri della commissione mista franco-italiana incaricata della manutenzione del tracciato frontaliero, esaminano per la prima volta le reciproche differenze sul settore del Dome du Goûter e sul Monte Bianco.
Durante una riunione a Parigi, il 24 marzo 1995, la commissione, su proposta della delegazione francese, constata che queste difficoltà superano la loro competenza e decidono che il problema sia esaminato dai rispettivi Ministeri degli Affari Esteri.
Uno specifico "Gruppo di lavoro ad alto livello" viene allora istituito ed è presieduto, da parte italiana, dall'ambasciatore A. Napolitano. Avendo ricevuto dalle autorità italiane, nel mese di luglio 1995, una nota espositiva dei loro punti di vista, le autorità francesi prendono atto di questa comunicazione ed il 6 giugno 1996, a Sanremo, durante una riunione della commissione mista, informano le Autorità italiane della loro volontà a dare in tempi brevi una risposta.

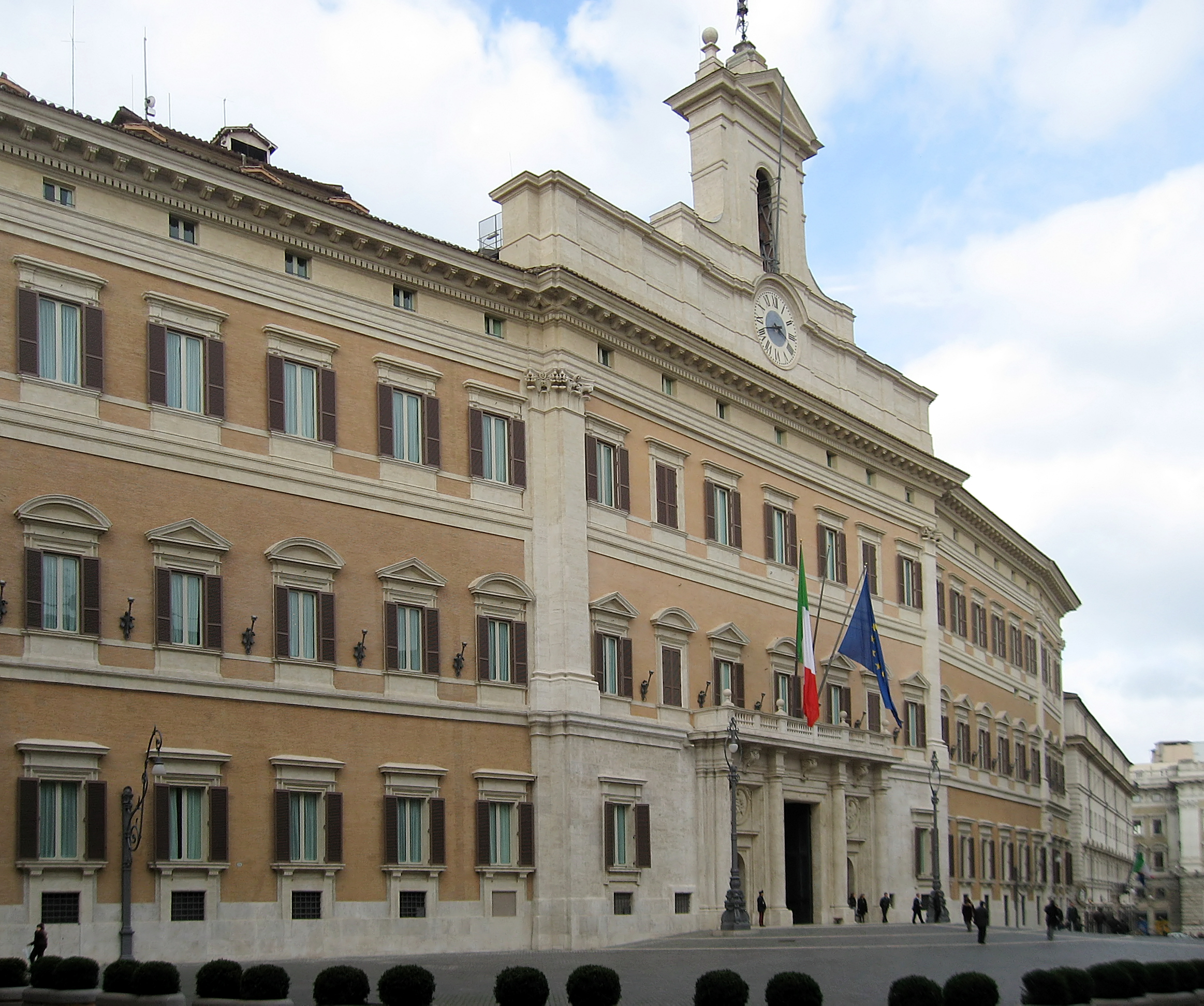
Roma, Palazzo di Montecitorio

### La questione affrontata dal Parlamento italiano
La risposta viene in effetti data, confermando anche l'esistenza di un'altra divergenza, non solo sul Monte Bianco e sul Dôme du Goûter, ma anche sul Colle del Gigante. Gli esemplari delle carte topografiche annesse al Trattato del 1860, in possesso dello Stato francese, non vengono più trovate e vengono dichiarate distrutte. Le autorità italiane consegnano una copia certificata conforme agli originali in loro possesso e le autorità francesi consegnano la copia di una fotografia dei documenti scomparsi, realizzata nel 1930. Nessun cenno viene fatto al decreto prefettizio del 1946. In una interrogazione parlamentare sottoposta al Governo nel 1999 dal deputato Luciano Caveri, il sottosegretario agli affari esteri Umberto Ranieri risponde che il problema non appare ancora risolto, anche se viene specificato che «nessuno vuole trasformare questo problema in una disputa territoriale anacronistica» e che «l'ambiente dei lavori in seno alla Commissione mista è estremamente amichevole e ispirato dalla massima volontà di collaborazione reciproca».
Un documento della Direzione generale per l'Europa in seno al Ministero degli affari esteri italiano (descrivendo il suo programma d'azione per l'anno 2001) menzionava ancora tra gli obiettivi della diplomazia italiana di «...coordinare il programma di lavoro della Commissione mista per la delimitazione del confine di stato. Avviare la verifica diplomatico-storica del tracciato di confine sul massiccio del Monte Bianco superando le divergenze delle cartografie ufficiali».
Nel 2003, per mezzo dell'ambasciatore a Parigi G. Dominedò, l'Italia ha avanzato la richiesta di convocare il gruppo di lavoro per comunicare il risultato degli studi sui documenti ufficiali. Secondo Dario Rivolta, vicepresidente della Commissione Esteri della Camera dei deputati, tali studi evidenziano la proprietà italiana della vetta Monte Bianco.
Nel 2011 l'eurodeputato Niccolò Rinaldi ha presentato un'interrogazione scritta alla Commissione europea chiedendo di porre fine all':«antico e forse unico caso, ancora esistente, di disputa territoriale tra due Stati membri» proponendo di dichiarare la cima del Monte Bianco come appartenente a tutta l'Europa.
Successivamente il caso della frontiera contesa ha continuato ad essere al centro delle cronache con attriti tra le due nazioni: nell'estate del 2015 il sindaco della località francese di Chamonix ha dato disposizioni di chiudere l'accesso al Monte Bianco a partire dall'ultima stazione della funivia in territorio italiano, spingendo, de facto i confini francesi e la competenza delle autorità cisalpine verso sud, ben oltre i confini riconosciuti. A seguito della contestata decisione, di cui si è occupata la Procura di Aosta, l'Istituto geografico militare ha avviato un completo riesame della frontiera, dal Piccolo San Bernardo fino al Col Ferret. Nel 2019, a seguito di un incidente con parapendio, i Comuni di Chamonix e Saint-Gervais hanno emesso un'ordinanza con la quale si vietava l'uso del parapendio in un'area che perimetrava la vetta del monte, la quale includeva anche la zona contesa. La decisione ha scatenato le proteste del sindaco di Courmayeur, a seguito delle quali si sono avviate indagini da parte della Guardia di Finanza e una nuova segnalazione alla Procura della Repubblica di Aosta. La vicenda è stata inoltre oggetto di un'interrogazione parlamentare presentata dal Senato italiano il 5 agosto 2019, ed una successiva, anch'essa del Senato, presentata il 21 ottobre 2020 con la quale si chiedevano chiarimenti sulla posizione italiana e le azioni poste in essere per la tutela della sovranità italiana sul territorio conteso, anche in conseguenza del diniego di atterraggio da parte delle Autorità francesi di un parapendio su tale superficie. Nella risposta a tale interrogazione, fornita il 2 febbraio 2021, l'allora Vice ministro degli affari esteri e della cooperazione internazionale, Emanuela Del Re, ha chiarito che la vicenda era stata oggetto di nota ufficiale dell'Ambasciata italiana in Francia, trasmessa alle Autorità francesi, confermando tuttavia che la posizione della Francia continua a divergere da quella italiana poiché, se è vero che entrambi gli Stati riconoscono la validità della convenzione del 1861 e della cartografia allegata, è pur vero che l'interpretazione della mappe storiche continua ad essere oggetto di contenzioso.

### La Commissione europea
Dopo essere stata interpellata in merito alla querelle, la Commissione Europea in una risposta del 3 marzo 2020 riferisce di non avere competenza in materia, pur auspicando un accordo tra i due Stati per la risoluzione della controversia.

## I pareri degli studiosi
I coniugi Laura e Giorgio Aliprandi, tra i massimi esperti di cartografia storica delle Alpi Occidentali, affermano che: «Il Monte Bianco è franco italiano per tabulas e non come ipotesi romantica», e la carta topografica del capitano J.J. Mieulet, di conseguenza, è un clamoroso falso storico senza alcun valore giuridico. Secondo gli studiosi, tra le prove inconfutabili che assegnano la vetta anche all'Italia c'è una lettera spedita da Napoleone III nel 1860 al conte milanese Francesco Arese, incaricato da Cavour di trattare in segreto con l'imperatore le modalità dell'annessione della Savoia. In tale lettera, proprio alla vigilia della firma del Trattato di cessione, viene chiarito che nella vetta del Bianco il confine sarebbe stato l'allora limite amministrativo tra la Savoia e la Valle d'Aosta. La risposta di Napoleone III (..La conséquence naturelle de cette cession serait de prendre comme frontières les limites administratives d'aujourd'hui), secondo gli studiosi, chiarisce che anche sul massiccio del Bianco, oltre che nella sua vetta, la frontiera correva allora unanimemente sullo spartiacque in quanto il limite amministrativo tra i due ducati sabaudi risultava chiaramente tracciato sulla linea spartiacque in due cartografie del Regno sardo del 1823 (F. Muletti) e del 1845 (V. Brambilla).
Nel novembre del 2013 lo storico transalpino sulle Alpi francesi Paul Guichonnet insieme alla guida alpina Christian Mollier di Chamonix, in un libro che ha destato scalpore oltralpe, prendendo in esame la questione dei confini sul massiccio del Monte Bianco afferma che la vetta del "Tetto d'Europa" è in condivisione con l'Italia.

## Cartografia contemporanea
Sulle carte prodotte in Francia, sia quelle dell'Institut Géographique National il tracciato della frontiera è quello che si trova sulle carte militari del XIX secolo e degli inizi del XX secolo, o come quello risultante dall'allegato topografico al Decreto prefettizio del 1946: la vetta del Monte Bianco appare sempre interamente in territorio francese, mentre il Monte Bianco di Courmayeur appare frontaliero.
Al contrario, le carte prodotte in Italia, sia quelle dell'Istituto Geografico Militare, sia quelle di editori privati (Istituto Geografico De Agostini, Touring Club Italiano), il tracciato segue rigorosamente la linea spartiacque, come sull'Atlante Sardo del XIX secolo: la vetta del Monte Bianco è divisa tra i due Stati e il Monte Bianco di Courmayeur è totalmente in territorio italiano.
La cartografia ufficiale della NATO su quel confine riprende quanto riportato dalle carte italiane dell'IGM. Le carte svizzere dell'Ufficio federale di topografia non prendono posizione indicando le zone contese come statut de territoire contesté.
Nel 2002 i due enti cartografici statali, i rispettivi Club Alpini (CAI e CAF), le regioni frontaliere e gli Stati interessati, hanno prodotto una carta topografica condivisa. Questa carta geografica, parte del progetto «Alpi senza frontiere», anche se è un passo avanti rispetto alle vecchie carte, sulle vette contese manca di chiarezza e le crocette che delimitano la frontiera appaiono distanziate (anche se le differenze con la carta "IGN top 25" del 1998, riguardo alla vetta del Monte Bianco, appaiono evidenti e il settore attribuito al comune di Saint-Gervais non è per niente menzionato).
Google Maps mostra in linee tratteggiate i territori contesi del Monte Bianco di Courmayeur, del Dôme du Goûter e del Colle dei Giganti. Le mappe online di Apple e Bing mostrano il confine lungo la linea spartiacque. Anche le carte Michelin presentano questo confine, sia nel dominio internazionale che in quello francese o italiano. Il sito collaborativo gratuito OpenStreetMap, curato da utenti volontari, presenta contemporaneamente entrambe le interpretazioni del confine. Le mappe di Italiaonline mostrano la versione italiana tratteggia.